# Tour des Fjords 2017
Le Tour des Fjords 2017 est la neuvième édition du Tour des Fjords, une compétition cycliste sur route masculine disputée en Norvège. Il se déroule du 24 au 28 mai 2017 entre Balestrand et Stavanger en Norvège. Il est composé de cinq étapes pour une distance totale de 873,2 km.
Vingt équipes ont pris le départ : trois équipes World Tour, huit équipes continentales professionnelles, et neux équipes continentales

## Présentation des équipes
| WorldTeams (3)- Lotto NL-Jumbo - Dimension Data - Team Sunweb Équipes continentales professionnelles (8)- Roompot-Nederlandse Loterij - Caja Rural-Seguros RGA - Sport Vlaanderen-Baloise - CCC Sprandi Polkowice - Israel Cycling Academy - Manzana Postobón - Verandas Willems-Crelan - Wanty-Groupe Gobert Équipes continentales (9)- Coop - Uno-X Hydrogen Development - Joker Icopal - FixIT.no - VéloCONCEPT - Tre Berg-PostNord - Riwal Platform - Sparebanken Sør - ColoQuick-Cult |
| |

## Déroulement de la course
| Étape     | Date   | Villes étapes       | type            | Distance (km) | Vainqueur d'étape    | Leader du classement général |
| --------- | ------ | ------------------- | --------------- | ------------- | -------------------- | ---------------------------- |
| 1re étape | 24 mai | Balestrand – Førde  | étape vallonnée | 189,8         | Dries Van Gestel     | Daniel Turek                 |
| 2e étape  | 25 mai | Gulen – Norheimsund | étape vallonnée | 183,1         | Timo Roosen          | Dries Van Gestel             |
| 3e étape  | 26 mai | Odda – Kopervik     | étape de plaine | 176,9         | Edvald Boasson Hagen | Dries Van Gestel             |
| 4e étape  | 27 mai | Stavanger – Sandnes | étape vallonnée | 160,4         | Edvald Boasson Hagen | Dries Van Gestel             |
| 5e étape  | 28 mai | Hinna – Stavanger   | étape vallonnée | 163           | Edvald Boasson Hagen | Edvald Boasson Hagen         |

### 1reétape
| \| Classement de l'étape \| Classement de l'étape \| Classement de l'étape \| Classement de l'étape \| Classement de l'étape \| \| Coureur \| Coureur \| Pays \| Équipe \| Temps \| \| --------------------- \| --------------------- \| --------------------- \| --------------------------- \| --------------------- \| \| 1er \| Dries Van Gestel \| Belgique \| Sport Vlaanderen-Baloise \| 4 h 35 min 16 s \| \| 2e \| Daniel Turek \| Tchéquie \| Israel Cycling Academy \| + 0 s \| \| 3e \| Héctor Sáez \| Espagne \| Caja Rural-Seguros RGA \| + 0 s \| \| 4e \| Torkil Veyhe \| îles Féroé \| ColoQuick-Cult \| + 0 s \| \| 5e \| Youcef Reguigui \| Algérie \| Dimension Data \| + 27 s \| \| 6e \| August Jensen \| Norvège \| Team Coop \| + 27 s \| \| 7e \| Amund Grøndahl Jansen \| Norvège \| LottoNL-Jumbo \| + 27 s \| \| 8e \| André Looij \| Pays-Bas \| Roompot-Nederlandse Loterij \| + 27 s \| \| 9e \| Jonas Koch \| Allemagne \| CCC Sprandi Polkowice \| + 27 s \| \| 10e \| Andrea Pasqualon \| Italie \| Wanty-Groupe Gobert \| + 27 s \| |                       |            |                             |                 |
| |                       |            |                             |                 |
| Source : ProCyclingStats |                       |            |                             |                 |
| Classement de l'étape |                       |            |                             |                 |
| Coureur | Coureur               | Pays       | Équipe                      | Temps           |
| 1er | Dries Van Gestel      | Belgique   | Sport Vlaanderen-Baloise    | 4 h 35 min 16 s |
| 2e | Daniel Turek          | Tchéquie   | Israel Cycling Academy      | + 0 s           |
| 3e | Héctor Sáez           | Espagne    | Caja Rural-Seguros RGA      | + 0 s           |
| 4e | Torkil Veyhe          | îles Féroé | ColoQuick-Cult              | + 0 s           |
| 5e | Youcef Reguigui       | Algérie    | Dimension Data              | + 27 s          |
| 6e | August Jensen         | Norvège    | Team Coop                   | + 27 s          |
| 7e | Amund Grøndahl Jansen | Norvège    | LottoNL-Jumbo               | + 27 s          |
| 8e | André Looij           | Pays-Bas   | Roompot-Nederlandse Loterij | + 27 s          |
| 9e | Jonas Koch            | Allemagne  | CCC Sprandi Polkowice       | + 27 s          |
| 10e | Andrea Pasqualon      | Italie     | Wanty-Groupe Gobert         | + 27 s          |

| \| Classement général \| Classement général \| Classement général \| Classement général \| Classement général \| \| Coureur \| Coureur \| Pays \| Équipe \| Temps \| \| ------------------ \| --------------------- \| ------------------ \| --------------------------- \| ------------------ \| \| 1er \| Daniel Turek \| Tchéquie \| Israel Cycling Academy \| 4 h 35 min 02 s \| \| 2e \| Dries Van Gestel \| Belgique \| Sport Vlaanderen-Baloise \| + 2 s \| \| 3e \| Héctor Sáez \| Espagne \| Caja Rural-Seguros RGA \| + 10 s \| \| 4e \| Torkil Veyhe \| îles Féroé \| ColoQuick-Cult \| + 12 s \| \| 5e \| Ole Forfang \| Norvège \| Joker Icopal \| + 35 s \| \| 6e \| Youcef Reguigui \| Algérie \| Dimension Data \| + 41 s \| \| 7e \| August Jensen \| Norvège \| Team Coop \| + 41 s \| \| 8e \| Amund Grøndahl Jansen \| Norvège \| LottoNL-Jumbo \| + 41 s \| \| 9e \| André Looij \| Pays-Bas \| Roompot-Nederlandse Loterij \| + 41 s \| \| 10e \| Jonas Koch \| Allemagne \| CCC Sprandi Polkowice \| + 41 s \| |                       |            |                             |                 |
| |                       |            |                             |                 |
| Source : ProCyclingStats |                       |            |                             |                 |
| Classement général |                       |            |                             |                 |
| Coureur | Coureur               | Pays       | Équipe                      | Temps           |
| 1er | Daniel Turek          | Tchéquie   | Israel Cycling Academy      | 4 h 35 min 02 s |
| 2e | Dries Van Gestel      | Belgique   | Sport Vlaanderen-Baloise    | + 2 s           |
| 3e | Héctor Sáez           | Espagne    | Caja Rural-Seguros RGA      | + 10 s          |
| 4e | Torkil Veyhe          | îles Féroé | ColoQuick-Cult              | + 12 s          |
| 5e | Ole Forfang           | Norvège    | Joker Icopal                | + 35 s          |
| 6e | Youcef Reguigui       | Algérie    | Dimension Data              | + 41 s          |
| 7e | August Jensen         | Norvège    | Team Coop                   | + 41 s          |
| 8e | Amund Grøndahl Jansen | Norvège    | LottoNL-Jumbo               | + 41 s          |
| 9e | André Looij           | Pays-Bas   | Roompot-Nederlandse Loterij | + 41 s          |
| 10e | Jonas Koch            | Allemagne  | CCC Sprandi Polkowice       | + 41 s          |

### 2eétape
| \| Classement de l'étape \| Classement de l'étape \| Classement de l'étape \| Classement de l'étape \| Classement de l'étape \| \| Coureur \| Coureur \| Pays \| Équipe \| Temps \| \| --------------------- \| --------------------- \| --------------------- \| --------------------------- \| --------------------- \| \| 1er \| Timo Roosen \| Pays-Bas \| LottoNL-Jumbo \| 4 h 45 min 06 s \| \| 2e \| Edvald Boasson Hagen \| Norvège \| Dimension Data \| + 3 s \| \| 3e \| August Jensen \| Norvège \| Team Coop \| + 3 s \| \| 4e \| Kasper Asgreen \| Danemark \| VéloCONCEPT \| + 3 s \| \| 5e \| Bjørn Tore Hoem \| Norvège \| Joker Icopal \| + 3 s \| \| 6e \| Nick van der Lijke \| Pays-Bas \| Roompot-Nederlandse Loterij \| + 3 s \| \| 7e \| Leszek Pluciński \| Pologne \| CCC Sprandi Polkowice \| + 3 s \| \| 8e \| Jeroen Meijers \| Pays-Bas \| Roompot-Nederlandse Loterij \| + 3 s \| \| 9e \| Lennard Kämna \| Allemagne \| Team Sunweb \| + 3 s \| \| 10e \| Dries Van Gestel \| Belgique \| Sport Vlaanderen-Baloise \| + 3 s \| |                      |           |                             |                 |
| |                      |           |                             |                 |
| Source : ProCyclingStats |                      |           |                             |                 |
| Classement de l'étape |                      |           |                             |                 |
| Coureur | Coureur              | Pays      | Équipe                      | Temps           |
| 1er | Timo Roosen          | Pays-Bas  | LottoNL-Jumbo               | 4 h 45 min 06 s |
| 2e | Edvald Boasson Hagen | Norvège   | Dimension Data              | + 3 s           |
| 3e | August Jensen        | Norvège   | Team Coop                   | + 3 s           |
| 4e | Kasper Asgreen       | Danemark  | VéloCONCEPT                 | + 3 s           |
| 5e | Bjørn Tore Hoem      | Norvège   | Joker Icopal                | + 3 s           |
| 6e | Nick van der Lijke   | Pays-Bas  | Roompot-Nederlandse Loterij | + 3 s           |
| 7e | Leszek Pluciński     | Pologne   | CCC Sprandi Polkowice       | + 3 s           |
| 8e | Jeroen Meijers       | Pays-Bas  | Roompot-Nederlandse Loterij | + 3 s           |
| 9e | Lennard Kämna        | Allemagne | Team Sunweb                 | + 3 s           |
| 10e | Dries Van Gestel     | Belgique  | Sport Vlaanderen-Baloise    | + 3 s           |

| \| Classement général \| Classement général \| Classement général \| Classement général \| Classement général \| \| Coureur \| Coureur \| Pays \| Équipe \| Temps \| \| ------------------ \| -------------------- \| ------------------ \| --------------------------- \| ------------------ \| \| 1er \| Dries Van Gestel \| Belgique \| Sport Vlaanderen-Baloise \| 9 h 20 min 12 s \| \| 2e \| Timo Roosen \| Pays-Bas \| LottoNL-Jumbo \| + 24 s \| \| 3e \| Edvald Boasson Hagen \| Norvège \| Dimension Data \| + 31 s \| \| 4e \| August Jensen \| Norvège \| Team Coop \| + 36 s \| \| 5e \| Kasper Asgreen \| Danemark \| VéloCONCEPT \| + 40 s \| \| 6e \| Andreas Vangstad \| Norvège \| Sparebanken Sør \| + 40 s \| \| 7e \| Lennard Kämna \| Allemagne \| Team Sunweb \| + 40 s \| \| 8e \| Eliot Lietaer \| Belgique \| Sport Vlaanderen-Baloise \| + 40 s \| \| 9e \| Bjørn Tore Hoem \| Norvège \| Joker Icopal \| + 40 s \| \| 10e \| Nick van der Lijke \| Pays-Bas \| Roompot-Nederlandse Loterij \| + 40 s \| |                      |           |                             |                 |
| |                      |           |                             |                 |
| Source : ProCyclingStats |                      |           |                             |                 |
| Classement général |                      |           |                             |                 |
| Coureur | Coureur              | Pays      | Équipe                      | Temps           |
| 1er | Dries Van Gestel     | Belgique  | Sport Vlaanderen-Baloise    | 9 h 20 min 12 s |
| 2e | Timo Roosen          | Pays-Bas  | LottoNL-Jumbo               | + 24 s          |
| 3e | Edvald Boasson Hagen | Norvège   | Dimension Data              | + 31 s          |
| 4e | August Jensen        | Norvège   | Team Coop                   | + 36 s          |
| 5e | Kasper Asgreen       | Danemark  | VéloCONCEPT                 | + 40 s          |
| 6e | Andreas Vangstad     | Norvège   | Sparebanken Sør             | + 40 s          |
| 7e | Lennard Kämna        | Allemagne | Team Sunweb                 | + 40 s          |
| 8e | Eliot Lietaer        | Belgique  | Sport Vlaanderen-Baloise    | + 40 s          |
| 9e | Bjørn Tore Hoem      | Norvège   | Joker Icopal                | + 40 s          |
| 10e | Nick van der Lijke   | Pays-Bas  | Roompot-Nederlandse Loterij | + 40 s          |

### 3eétape
| \| Classement de l'étape \| Classement de l'étape \| Classement de l'étape \| Classement de l'étape \| Classement de l'étape \| \| Coureur \| Coureur \| Pays \| Équipe \| Temps \| \| --------------------- \| ------------------------- \| --------------------- \| --------------------------- \| --------------------- \| \| 1er \| Edvald Boasson Hagen \| Norvège \| Dimension Data \| 4 h 25 min 28 s \| \| 2e \| Lars Boom \| Pays-Bas \| LottoNL-Jumbo \| + 0 s \| \| 3e \| August Jensen \| Norvège \| Team Coop \| + 0 s \| \| 4e \| Jonas Koch \| Allemagne \| CCC Sprandi Polkowice \| + 0 s \| \| 5e \| André Looij \| Pays-Bas \| Roompot-Nederlandse Loterij \| + 0 s \| \| 6e \| Andrea Pasqualon \| Italie \| Wanty-Groupe Gobert \| + 0 s \| \| 7e \| Michael Carbel Svendgaard \| Danemark \| VéloCONCEPT \| + 0 s \| \| 8e \| Sebastián Molano \| Colombie \| Manzana Postobón \| + 0 s \| \| 9e \| Timo Roosen \| Pays-Bas \| LottoNL-Jumbo \| + 0 s \| \| 10e \| Youcef Reguigui \| Algérie \| Dimension Data \| + 0 s \| |                           |           |                             |                 |
| |                           |           |                             |                 |
| Source : ProCyclingStats |                           |           |                             |                 |
| Classement de l'étape |                           |           |                             |                 |
| Coureur | Coureur                   | Pays      | Équipe                      | Temps           |
| 1er | Edvald Boasson Hagen      | Norvège   | Dimension Data              | 4 h 25 min 28 s |
| 2e | Lars Boom                 | Pays-Bas  | LottoNL-Jumbo               | + 0 s           |
| 3e | August Jensen             | Norvège   | Team Coop                   | + 0 s           |
| 4e | Jonas Koch                | Allemagne | CCC Sprandi Polkowice       | + 0 s           |
| 5e | André Looij               | Pays-Bas  | Roompot-Nederlandse Loterij | + 0 s           |
| 6e | Andrea Pasqualon          | Italie    | Wanty-Groupe Gobert         | + 0 s           |
| 7e | Michael Carbel Svendgaard | Danemark  | VéloCONCEPT                 | + 0 s           |
| 8e | Sebastián Molano          | Colombie  | Manzana Postobón            | + 0 s           |
| 9e | Timo Roosen               | Pays-Bas  | LottoNL-Jumbo               | + 0 s           |
| 10e | Youcef Reguigui           | Algérie   | Dimension Data              | + 0 s           |

| \| Classement général \| Classement général \| Classement général \| Classement général \| Classement général \| \| Coureur \| Coureur \| Pays \| Équipe \| Temps \| \| ------------------ \| -------------------- \| ------------------ \| --------------------------- \| ------------------ \| \| 1er \| Dries Van Gestel \| Belgique \| Sport Vlaanderen-Baloise \| 13 h 45 min 40 s \| \| 2e \| Edvald Boasson Hagen \| Norvège \| Dimension Data \| + 21 s \| \| 3e \| Timo Roosen \| Pays-Bas \| LottoNL-Jumbo \| + 24 s \| \| 4e \| August Jensen \| Norvège \| Team Coop \| + 32 s \| \| 5e \| Lars Boom \| Pays-Bas \| LottoNL-Jumbo \| + 38 s \| \| 6e \| Kasper Asgreen \| Danemark \| VéloCONCEPT \| + 40 s \| \| 7e \| Lennard Kämna \| Allemagne \| Team Sunweb \| + 40 s \| \| 8e \| Bjørn Tore Hoem \| Norvège \| Joker Icopal \| + 40 s \| \| 9e \| Eliot Lietaer \| Belgique \| Sport Vlaanderen-Baloise \| + 40 s \| \| 10e \| Nick van der Lijke \| Pays-Bas \| Roompot-Nederlandse Loterij \| + 43 s \| |                      |           |                             |                  |
| |                      |           |                             |                  |
| Source : ProCyclingStats |                      |           |                             |                  |
| Classement général |                      |           |                             |                  |
| Coureur | Coureur              | Pays      | Équipe                      | Temps            |
| 1er | Dries Van Gestel     | Belgique  | Sport Vlaanderen-Baloise    | 13 h 45 min 40 s |
| 2e | Edvald Boasson Hagen | Norvège   | Dimension Data              | + 21 s           |
| 3e | Timo Roosen          | Pays-Bas  | LottoNL-Jumbo               | + 24 s           |
| 4e | August Jensen        | Norvège   | Team Coop                   | + 32 s           |
| 5e | Lars Boom            | Pays-Bas  | LottoNL-Jumbo               | + 38 s           |
| 6e | Kasper Asgreen       | Danemark  | VéloCONCEPT                 | + 40 s           |
| 7e | Lennard Kämna        | Allemagne | Team Sunweb                 | + 40 s           |
| 8e | Bjørn Tore Hoem      | Norvège   | Joker Icopal                | + 40 s           |
| 9e | Eliot Lietaer        | Belgique  | Sport Vlaanderen-Baloise    | + 40 s           |
| 10e | Nick van der Lijke   | Pays-Bas  | Roompot-Nederlandse Loterij | + 43 s           |

### 4eétape
| \| Classement de l'étape \| Classement de l'étape \| Classement de l'étape \| Classement de l'étape \| Classement de l'étape \| \| Coureur \| Coureur \| Pays \| Équipe \| Temps \| \| --------------------- \| --------------------- \| --------------------- \| --------------------------- \| --------------------- \| \| 1er \| Edvald Boasson Hagen \| Norvège \| Dimension Data \| 4 h 03 min 58 s \| \| 2e \| Torkil Veyhe \| îles Féroé \| ColoQuick-Cult \| + 1 s \| \| 3e \| Andrea Pasqualon \| Italie \| Wanty-Groupe Gobert \| + 3 s \| \| 4e \| Timo Roosen \| Pays-Bas \| LottoNL-Jumbo \| + 3 s \| \| 5e \| Serge Pauwels \| Belgique \| Dimension Data \| + 3 s \| \| 6e \| Nick van der Lijke \| Pays-Bas \| Roompot-Nederlandse Loterij \| + 3 s \| \| 7e \| August Jensen \| Norvège \| Team Coop \| + 3 s \| \| 8e \| Jonathan Lastra \| Espagne \| Caja Rural-Seguros RGA \| + 3 s \| \| 9e \| Trond Trondsen \| Norvège \| Sparebanken Sør \| + 3 s \| \| 10e \| Lennard Kämna \| Allemagne \| Team Sunweb \| + 3 s \| |                      |            |                             |                 |
| |                      |            |                             |                 |
| Source : ProCyclingStats |                      |            |                             |                 |
| Classement de l'étape |                      |            |                             |                 |
| Coureur | Coureur              | Pays       | Équipe                      | Temps           |
| 1er | Edvald Boasson Hagen | Norvège    | Dimension Data              | 4 h 03 min 58 s |
| 2e | Torkil Veyhe         | îles Féroé | ColoQuick-Cult              | + 1 s           |
| 3e | Andrea Pasqualon     | Italie     | Wanty-Groupe Gobert         | + 3 s           |
| 4e | Timo Roosen          | Pays-Bas   | LottoNL-Jumbo               | + 3 s           |
| 5e | Serge Pauwels        | Belgique   | Dimension Data              | + 3 s           |
| 6e | Nick van der Lijke   | Pays-Bas   | Roompot-Nederlandse Loterij | + 3 s           |
| 7e | August Jensen        | Norvège    | Team Coop                   | + 3 s           |
| 8e | Jonathan Lastra      | Espagne    | Caja Rural-Seguros RGA      | + 3 s           |
| 9e | Trond Trondsen       | Norvège    | Sparebanken Sør             | + 3 s           |
| 10e | Lennard Kämna        | Allemagne  | Team Sunweb                 | + 3 s           |

| \| Classement général \| Classement général \| Classement général \| Classement général \| Classement général \| \| Coureur \| Coureur \| Pays \| Équipe \| Temps \| \| ------------------ \| -------------------- \| ------------------ \| --------------------------- \| ------------------ \| \| 1er \| Dries Van Gestel \| Belgique \| Sport Vlaanderen-Baloise \| 17 h 49 min 41 s \| \| 2e \| Edvald Boasson Hagen \| Norvège \| Dimension Data \| + 5 s \| \| 3e \| Timo Roosen \| Pays-Bas \| LottoNL-Jumbo \| + 24 s \| \| 4e \| August Jensen \| Norvège \| Team Coop \| + 32 s \| \| 5e \| Lars Boom \| Pays-Bas \| LottoNL-Jumbo \| + 38 s \| \| 6e \| Lennard Kämna \| Allemagne \| Team Sunweb \| + 38 s \| \| 7e \| Kasper Asgreen \| Danemark \| VéloCONCEPT \| + 40 s \| \| 8e \| Eliot Lietaer \| Belgique \| Sport Vlaanderen-Baloise \| + 40 s \| \| 9e \| Nick van der Lijke \| Pays-Bas \| Roompot-Nederlandse Loterij \| + 43 s \| \| 10e \| Andreas Vangstad \| Norvège \| Sparebanken Sør \| + 44 s \| |                      |           |                             |                  |
| |                      |           |                             |                  |
| Source : ProCyclingStats |                      |           |                             |                  |
| Classement général |                      |           |                             |                  |
| Coureur | Coureur              | Pays      | Équipe                      | Temps            |
| 1er | Dries Van Gestel     | Belgique  | Sport Vlaanderen-Baloise    | 17 h 49 min 41 s |
| 2e | Edvald Boasson Hagen | Norvège   | Dimension Data              | + 5 s            |
| 3e | Timo Roosen          | Pays-Bas  | LottoNL-Jumbo               | + 24 s           |
| 4e | August Jensen        | Norvège   | Team Coop                   | + 32 s           |
| 5e | Lars Boom            | Pays-Bas  | LottoNL-Jumbo               | + 38 s           |
| 6e | Lennard Kämna        | Allemagne | Team Sunweb                 | + 38 s           |
| 7e | Kasper Asgreen       | Danemark  | VéloCONCEPT                 | + 40 s           |
| 8e | Eliot Lietaer        | Belgique  | Sport Vlaanderen-Baloise    | + 40 s           |
| 9e | Nick van der Lijke   | Pays-Bas  | Roompot-Nederlandse Loterij | + 43 s           |
| 10e | Andreas Vangstad     | Norvège   | Sparebanken Sør             | + 44 s           |

### 5eétape
| \| Classement de l'étape \| Classement de l'étape \| Classement de l'étape \| Classement de l'étape \| Classement de l'étape \| \| Coureur \| Coureur \| Pays \| Équipe \| Temps \| \| --------------------- \| --------------------- \| --------------------- \| --------------------------- \| --------------------- \| \| 1er \| Edvald Boasson Hagen \| Norvège \| Dimension Data \| 3 h 46 min 55 s \| \| 2e \| Timo Roosen \| Pays-Bas \| LottoNL-Jumbo \| + 0 s \| \| 3e \| Jeroen Meijers \| Pays-Bas \| Roompot-Nederlandse Loterij \| + 0 s \| \| 4e \| August Jensen \| Norvège \| Team Coop \| + 0 s \| \| 5e \| Nick van der Lijke \| Pays-Bas \| Roompot-Nederlandse Loterij \| + 0 s \| \| 6e \| Dries Van Gestel \| Belgique \| Sport Vlaanderen-Baloise \| + 0 s \| \| 7e \| Eliot Lietaer \| Belgique \| Sport Vlaanderen-Baloise \| + 0 s \| \| 8e \| Lennard Kämna \| Allemagne \| Team Sunweb \| + 0 s \| \| 9e \| Patrick Clausen \| Danemark \| Riwal Platform \| + 0 s \| \| 10e \| Sjoerd van Ginneken \| Pays-Bas \| Roompot-Nederlandse Loterij \| + 0 s \| |                      |           |                             |                 |
| |                      |           |                             |                 |
| Source : ProCyclingStats |                      |           |                             |                 |
| Classement de l'étape |                      |           |                             |                 |
| Coureur | Coureur              | Pays      | Équipe                      | Temps           |
| 1er | Edvald Boasson Hagen | Norvège   | Dimension Data              | 3 h 46 min 55 s |
| 2e | Timo Roosen          | Pays-Bas  | LottoNL-Jumbo               | + 0 s           |
| 3e | Jeroen Meijers       | Pays-Bas  | Roompot-Nederlandse Loterij | + 0 s           |
| 4e | August Jensen        | Norvège   | Team Coop                   | + 0 s           |
| 5e | Nick van der Lijke   | Pays-Bas  | Roompot-Nederlandse Loterij | + 0 s           |
| 6e | Dries Van Gestel     | Belgique  | Sport Vlaanderen-Baloise    | + 0 s           |
| 7e | Eliot Lietaer        | Belgique  | Sport Vlaanderen-Baloise    | + 0 s           |
| 8e | Lennard Kämna        | Allemagne | Team Sunweb                 | + 0 s           |
| 9e | Patrick Clausen      | Danemark  | Riwal Platform              | + 0 s           |
| 10e | Sjoerd van Ginneken  | Pays-Bas  | Roompot-Nederlandse Loterij | + 0 s           |

## Classement général final
| \| Classement général \| Classement général \| Classement général \| Classement général \| Classement général \| \| Coureur \| Coureur \| Pays \| Équipe \| Temps \| \| ------------------ \| -------------------- \| ------------------ \| --------------------------- \| ------------------ \| \| 1er \| Edvald Boasson Hagen \| Norvège \| Dimension Data \| 21 h 36 min 25 s \| \| 2e \| Dries Van Gestel \| Belgique \| Sport Vlaanderen-Baloise \| + 9 s \| \| 3e \| Timo Roosen \| Pays-Bas \| LottoNL-Jumbo \| + 29 s \| \| 4e \| August Jensen \| Norvège \| Team Coop \| + 43 s \| \| 5e \| Lennard Kämna \| Allemagne \| Team Sunweb \| + 47 s \| \| 6e \| Eliot Lietaer \| Belgique \| Sport Vlaanderen-Baloise \| + 50 s \| \| 7e \| Jeroen Meijers \| Pays-Bas \| Roompot-Nederlandse Loterij \| + 51 s \| \| 8e \| Nick van der Lijke \| Pays-Bas \| Roompot-Nederlandse Loterij \| + 54 s \| \| 9e \| Andreas Vangstad \| Norvège \| Sparebanken Sør \| + 55 s \| \| 10e \| Carl Fredrik Hagen \| Norvège \| Joker Icopal \| + 55 s \| |                      |           |                             |                  |
| |                      |           |                             |                  |
| Source : ProCyclingStats |                      |           |                             |                  |
| Classement général |                      |           |                             |                  |
| Coureur | Coureur              | Pays      | Équipe                      | Temps            |
| 1er | Edvald Boasson Hagen | Norvège   | Dimension Data              | 21 h 36 min 25 s |
| 2e | Dries Van Gestel     | Belgique  | Sport Vlaanderen-Baloise    | + 9 s            |
| 3e | Timo Roosen          | Pays-Bas  | LottoNL-Jumbo               | + 29 s           |
| 4e | August Jensen        | Norvège   | Team Coop                   | + 43 s           |
| 5e | Lennard Kämna        | Allemagne | Team Sunweb                 | + 47 s           |
| 6e | Eliot Lietaer        | Belgique  | Sport Vlaanderen-Baloise    | + 50 s           |
| 7e | Jeroen Meijers       | Pays-Bas  | Roompot-Nederlandse Loterij | + 51 s           |
| 8e | Nick van der Lijke   | Pays-Bas  | Roompot-Nederlandse Loterij | + 54 s           |
| 9e | Andreas Vangstad     | Norvège   | Sparebanken Sør             | + 55 s           |
| 10e | Carl Fredrik Hagen   | Norvège   | Joker Icopal                | + 55 s           |